# Copa da Liga Escocesa 2002–03
A Copa da Liga Escocesa de 2002-03 foi a 57º edição do segundo mais importante torneio eliminatório do futebol da Escócia. O campeão foi o Rangers F.C., que conquistou seu 23º título na história da competição ao vencer a final contra o Celtic F.C., pelo placar de 2 a 1.

## Premiação
| Copa da Liga Escocesa de 2002-03  |
| Escócia                           |
| --------------------------------- |
| Rangers F.C. Campeão (23º título) |